# Erma Bombecková
Erma Louise Bombecková (rozená Fisteová, 21. února 1927 – 22. dubna 1996) byla americká humoristka, kterou proslavily humoristické novinové sloupky a fejetony popisující život ženy na předměstí. Později byly vydávány jejich knižní sbírky, které byly přeloženy do řady jazyků, včetně češtiny.

## Život
Erma Fisteová se narodila v Daytonu v Ohiu. V roce 1949 úspěšně ukončila studia angličtiny na University of Dayton. Tentýž rok zahájila svoji novinářskou kariéru jako reportérka Dayton Journal Herald, nicméně poté, co se vdala za svého přítele ze studií, ředitele školy Billa Bombecka, opustila zaměstnání a vychovávala tři děti, které spolu měli.
Když děti odrostly, začala psát humorné sloupky tematicky zaměřené na život ženy v domácnosti na předměstí. Debutovala v roce 1964 v Kettering-Oakwood Times. Placena byla po třech dolarech za sloupek. Jejich popularita byla tak obrovská, že velice rychle začaly vycházet i v dalších novinách a později vycházely třikrát týdně ve více než 700 novinách po celých Státech. Při započtení evropských novin vydávala své sloupky ve více než 800 novinách.
Později vznikla řada knižních sbírek těchto sloupků, které se ukázaly být velice úspěšnými bestsellery a byly přeloženy do mnoha dalších jazyků, včetně češtiny (nakladatelství Baronet jich vydalo devět) a např. němčiny. Vznikl podle nich i sitcom Maggie.
V roce 1971 se rodina Bombeckových přestěhovala do Paradise Valley v Arizoně. Zdravotní stav Bombeckové, trpící autozomálně dominantním polycystickým onemocněním ledvin, se postupně zhoršoval. V roce 1996 podstoupila transplantaci ledvin a krátce poté zemřela na pooperační komplikace. Je pohřbena na Woodland Cemetery

## Knihy
- The Grass is Always Greener Over the Septic Tank
- Aunt Erma's Cope Book
- If Life is a Bowl of Cherries, What Am I Doing in the Pits?
- I Lost Everything in the Post-Natal Depression
- When You Look Like Your Passport Photo, It's Time to Go Home
- Just Wait Until You Have Children of Your Own (spolu s Bilem Keanem)
- Family - The Ties that Bind... and Gag!
- A Marriage Made in Heaven or Too Tired for an Affair
- At Wit's End
- Forever, Erma: Best-Loved Writing From America's Favorite Humorist (česky vyšlo jako Jak (ne)zvládnout manželství
- Motherhood: The Second Oldest Profession
- I Want to Grow Hair, I Want to Grow Up, I Want to Go to Boise: Children Surviving Cancer
- All I Know About Animal Behavior I Learned in Loehmann's Dressing Room